# Solenopsis tennesseensis
Solenopsis tennesseensis es una especie de hormiga del género Solenopsis, subfamilia Myrmicinae.
Se encuentra generalmente bajo hojarasca o rocas o bajo arbustos. Está en los Estados Unidos, posiblemente solo al sur.